# Societat Coral La Violeta
La Societat Coral La Violeta és un edifici eclèctic del municipi de Centelles (Osona) inclosa en l'Inventari del Patrimoni Arquitectònic de Catalunya.

## Descripció
És un edifici de notables dimensions i de sales molt espaioses. Actualment, l'interior ha estat reformat i adequat a la funció de bar. El més destacable és la façana principal. La base està formada per pedres treballades de forma rectangular d'1 m d'alçada x 30 cm d'amplada. Hi ha també tres finestres de base obliqua de guix i pedra superposada de considerable alçada. La part superior fa dos pisos, amb la part central més elevada i sostenen els acabats 12 ampits de guix. Al frontó d'aquesta part central hi ha un dibuix amb l'escut de la societat i a sobre, amb ferro forjat i pedra, hi ha una lira.

## Història
Centelles ha estat un centre notable d'inquietuds culturals, que ara centra l'associació d'Amics de Centelles. La Violeta, que encara conserva un funcionament associatiu, és un exemple de societat recreativa, si bé actualment està molt lluny de les seves primeres èpoques en què es dedicava específicament al cant coral.